# Reiner Ganschow
Reiner Ganschow (* 22. Juni 1945 in Rostock) ist ein deutscher Handballtrainer und ehemaliger Handballspieler.
Der 1,87 m große Ganschow spielte für den SC Empor Rostock. Er begann seine sportliche Laufbahn in der Leichtathletik und dem Handball. 1964 wurde er DDR-Jugendmeister im Kugelstoßen und Diskuswurf sowie Titelträger mit dem SC Empor Rostock im Hallen- und Feldhandball.
Er war Mitglied der Handballnationalmannschaft der DDR. Mit dem Nationalteam spielte er bei Olympia 1972, er stand im Aufgebot bei der Weltmeisterschaft (WM) 1967, der WM 1970 und der WM 1974; 1970 und 1974 wurde er jeweils Vizeweltmeister. Mit 206 Länderspielen zählt Ganschow zu den Rekordhaltern im deutschen Handball, er erzielte dabei 754 Tore.
Als Trainer war er ab Ende der 1970er Jahre in Algerien und Tunesien für die Nationalmannschaften tätig. Von 1985 bis 1989 trainierte er den SC Empor Rostock und erreichte in dieser Zeit zwei DDR-Meistertitel und fünf FDGB-Pokal-Siege. Später stand er bis 1994 bei GW/SYC Rostock unter Vertrag, von wo er im Januar 1994 zu den Grasshoppers Zürich wechselte. Ab 1996 trainierte er zunächst die Junioren der Kadetten Schaffhausen, dann ein Jahr lang das NLA-Team und anschließend bis 2004 wieder die Junioren; bis 2005 trainierte er das 3.-Liga-Team der Kadetten.
Reiner Ganschow arbeitete als Hochschulsportlehrer an der Deutschen Hochschule für Körperkultur in Leipzig und war in der Schweiz als Sportlehrer in Effretikon und in Schaffhausen tätig. Er ist mit der ehemaligen Wasserspringerin Christine Grundmann verheiratet; die beiden Söhne Ulf Ganschow und Heiko Ganschow spielten ebenfalls Handball.